# 山都町立朝日小学校
山都町立朝日小学校（やまとちょうりつあさひしょうがっこう）は熊本県上益城郡山都町にあった小学校。2006年（平成18年）4月、山都町立清和小学校に統合され閉校になった。また朝日小学校と同時期に、小峰にある小峰小学校も閉校になった。

## 所在地
- 熊本県上益城郡山都町井無田1144

清和高原天文台の近くにある。

## 沿革
- 朝日村にて朝日村立朝日小学校として建設された。
- 小峰村と朝日村が合併し清和村となり、長らく「清和村立朝日小学校」という名であった。
- 朝日西部小学校が閉校になり、当該学区の小学生は、朝日小学校に通うようになった。
- 2005年（平成17年）2月11日 - 矢部町、蘇陽町との合併により山都町立朝日小学校と改める。

### 学区
主な集落
- 鶴底（つるそこ）
- 川口（かわぐち）
- 大矢（おおや）
- 原尻（はらじり）
- 井無田（いむた） - 小学校所在地
- 井無田原（いむたばら）
- 長成（ながなり）
- 郷ノ原（ごうのはら/ごうのばる）

## 地理、現地
外輪山から緩やかに連なる起伏のある高原状の台地を造成して建設されている。
冬は積雪が数度あるが、積雪量は少ない。晴れた日は放射冷却現象で冷え込みが強い。

## 施設、設備
敷地内に「職員住宅」1件、隣には「山都町立井無田へき地保育所（＝保育園）」がある
昭和末期頃に木造の庁舎を取り壊し、コンクリート造の立派な建物が建った。
運動場には大きな松の木があった。
運動場は、隣接の放牧場を少し埋め立てし、拡張されている（運動場から、井無田原のキャンプ場に行ける）。

## 歴史
朝日西部小学校
- 1874年7月 - 朝日村立井無田尋常小学校法蓮寺分教場設置。
- 1881年4月 - 御岳村麻山校と合併し日名田分教場となり、日名田へ移転。
- 1914年4月 - 旧朝日村鶴ヶ田に移転し鶴ヶ田分教場となる。
- 1937年6月 - 独立し朝日西部尋常小学校となる。
- 1941年 - 朝日西部国民学校と改称。
- 1947年 - 朝日村立朝日西部小学校と改称。
- 1956年 - 清和村立朝日西部小学校と改称。
- 1995年 - 朝日小学校へ統合。

朝日小学校
- 1874年7月 - 井無田尋常小学校開校。大字鶴ヶ田字法蓮寺に分教場設置。
- 1881年4月 - 法蓮寺分教場、御岳村麻山校と合併し支校設置。郷大原分教場設置。
- 1891年 - 郷大原分教場廃止。
- 1901年 - 朝日北部尋常高等小学校と改称。
- 1937年6月 - 鶴ヶ田分教場が朝日西部尋常小学校として独立。
- 1941年 - 朝日北部国民学校と改称。
- 1947年 - 朝日村立朝日北部小学校と改称。
- 1956年 - 清和村立朝日小学校と改称。
- 1995年 - 朝日西部小学校を統合。
- 2005年 - 山都町立朝日小学校と改称。
- 2006年 - 山都町立清和小学校へ統合。
131年間の歴史
卒業生　約2千人（1学年1学級で毎年15人ほどが入学・卒業した計算になる）
- 教職員
過疎地・僻地の小学校として、大学卒業後の若い教員が多く赴任していたとされている（当地から大学を経て先生になる人は少数であったため）。
道路網の整備や発達が遅れていたため、昔は近くの教員住宅に住む先生家族が多く、車で通勤する先生は少なかった。しかし次第に道路網が良くなると、浜町など遠くから車で通勤する先生が増え、職員住宅は空き家になったり、付近の住民家族が親元と分かれて住むようになっていった。

### 寄贈・寄付など
村出身者が、寄付を行って教育施設の充実に貢献していた。

### 地域のコミュニティセンター
夏には、プールが一般にも開放され、多くの家族連れで賑わった。
学校の運動会には、老人会なども招かれていた。
このほか、朝日地区の運動会も行われ、老若男女が出場し賑わいがあった。

### 表彰など
- 第3回「くまもと環境賞」受賞
- 第11回 コカ・コーラ環境教育賞

## 閉校・廃校
- 2006年（平成18年）3月閉校
閉校式典　平成18年3月4日
- 朝日小学校閉校記念事業
「朝日小学校閉校と未来を創る実行委員会」（委員長　兼瀬哲治）により、閉校の記念事業が計画された。
事業募金　一口3,000円（何口でも受付）　締め切り　2005年（平成17年）11月30日
卒業生宛に閉校の通知、記念事業の案内、募金のお願いを連絡
記念誌　1冊3,000円
実行委員会事務局（朝日小学校内）

## 閉校・廃校後の状況
- 学校校舎および給食棟 - 廃校後の校舎地図（200910現在）
都市農村の文化交流施設及び農産物加工施設として整備された（内閣「地域再生本部」資料（pdf））。
  - 朝日ギャラリー
地元出身の郷土写真家が風景写真を中心に数十点の写真を展示している（2009秋オープン）
  - つくラボ
インターネットの無料コーナー
  - 図書室
環境に関する展示
世界の資料展示
- 教員住宅
古い木造の建物で老朽化が進んでいる。都市農村文化交流の促進および定住促進を図るため定住体験住宅（村営住宅）として整備された。
若い家族が、親との同居から離れ、居住する例がある。